# Liste der Wappen im Landkreis Rottal-Inn
Die Liste der Wappen im Landkreis Rottal-Inn zeigt die Wappen der Gemeinden im bayerischen Landkreis Rottal-Inn.

## Landkreis Rottal-Inn

Landkreis Rottal-Inn Durch einen schmalen, nach links gerichteten blauen Wellenschrägbalken geteilt von Silber und Gold; oben ein Feuer speiender roter Panterrumpf, unten ein nach links gerichtetes steigendes rotes Pferd.
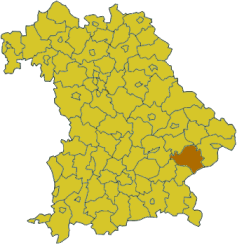
Lage des Landkreises Rottal-Inn in Bayern
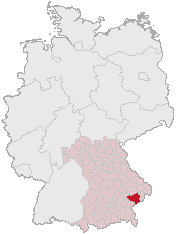
Lage des Landkreises Rottal-Inn in Deutschland
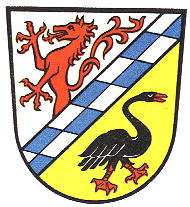
Landkreis Eggenfelden (–1972) Schräglinks geteilt von Silber und Gold durch einen schmalen Balken mit den bayerischen Rauten; oben ein wachsender, feuerspeiender roter Panther, unten eine linksgewendete, rot bewehrte schwarze Uttenschwalbe.
Landkreis Pfarrkirchen (–1972) In Gold über blauem Wellenbalken ein linkshin trabendes rotes Pferd.

## Wappen der Städte, Märkte und Gemeinden

Markt Arnstorf In von Schwarz und Gold gespaltenem Schild ein von links hervorbrechender, in verwechselten Farben gekleideter Arm, ein silbernes Schwert mit goldenem Griff haltend.
Markt Bad Birnbach Geteilt von Rot und Silber; oben eine goldene Hirschstange, unten ein roter Rosenzweig.
Gemeinde Bayerbach Geteilt von Schwarz und Silber; oben ein goldener Drachenrumpf, unten ein schwarz geschuppter roter Schrägbalken.
Gemeinde Dietersburg In Blau über gesenktem silbernem Balken ein gestürzter goldener Sparren, daraus wachsend ein silberner heraldischer Lilienstängel.
Stadt Eggenfelden Geteilt; oben in Silber ein wachsender roter Panther, unten die bayerischen Rauten.
Gemeinde Egglham Geteilt von Rot und Silber, oben ein gegenästiger, silberner Schrägbalken, unten ein nach links trabendes, schwarz bewehrtes, rotes Pferd.
Gemeinde Ering In Blau über goldenem Wellenschildfuß aus einem geflochtenen goldenen Zaun wachsend ein goldener Löwe.
Gemeinde Falkenberg Unter goldenem Schildhaupt, darin ein blauer Bogen, in Rot ein flugbereiter silberner Falke.
Markt Gangkofen Unter dreimal von Silber und Blau schräg geteiltem Schildhaupt in Schwarz drei, zwei zu eins gestellte, silberne heraldische Lilien.
Gemeinde Geratskirchen In Silber aus blauem Wellenschildfuß wachsend ein roter Pfahl, der mit einem wachsenden goldenen Bischofsstab belegt ist, beseitet von je einem wachsenden schwarzen Rohrkolben mit grünen Stängeln und Blättern.
Gemeinde Hebertsfelden Über gespaltenem Wellenschildfuß in verwechselten Farben gespalten von Silber und Blau; vorne schräg gekreuzt eine rote Lanze und ein gestürztes rotes Schwert, hinten eine silberne Linde.
Gemeinde Johanniskirchen Über silbernem Wellenschildfuß in Blau ein silberner Balken, überdeckt von einem wachsenden goldenen Kreuzstab.
Gemeinde Julbach Unter silbernem Schildhaupt, darunter ein waagrechtes blaues Messer, fünfmal geteilt von Rot und Silber, überdeckt mit einem blauen Sparren.[1]
Gemeinde Kirchdorf a.Inn In von Schwarz und Gold geteiltem Schild ein Löwe in verwechselten Farben, der ein durch eine linke Stufe von Gold und Schwarz geteiltes Schildchen in den Pranken hält.
Gemeinde Malgersdorf Gespalten von Rot und Silber; vorne eine goldene Krone, aus der eine goldene Getreidegarbe wächst, die unter den Ähren von einer goldenen Krone zusammengehalten wird; hinten ein silbern geschuppter roter Schrägbalken.
Markt Massing In Blau drei deichselförmig gestellte, zusammenhängende goldene heraldische Lilien.
Gemeinde Mitterskirchen Geteilt von Rot und Silber; oben ein mit einem blauen Wellenbalken belegter silberner Gegenzinnenbalken, unten schräg und schräglinks gestellte gekerbte blaue Stäbe.
Stadt Pfarrkirchen Unter silbernem Schildhaupt, darin ein schreitender roter Panter, in Blau eine zweitürmige silberne Kirche mit roten Dächern; auf dem Langhaus ein goldener Wetterhahn.
Gemeinde Postmünster In Blau ein wachsender goldener Abtstab, überdeckt von zwei gesenkten schmalen silbernen Wellenleisten, beseitet von je einer goldenen Getreideähre.
Gemeinde Reut In Blau schräg gekreuzt eine goldene Lanze mit Wimpel und ein goldener Hirtenstab, überdeckt von einer goldenen Rodungshaue (Reute).
Gemeinde Rimbach In Silber aus blauem Dreiberg, darin eine fliegende silberne Taube, wachsend ein grüner Tannenbaum mit goldenen Zapfen.
Gemeinde Roßbach In Silber unter schwarzem Schrägbalken, der mit drei goldenen Kugeln belegt ist, auf rotem Dreiberg eine gesenkte, gestürzte, eingeschweifte, rote Spitze.
Gemeinde Schönau Gespalten von Silber und Blau; vorne ein nach links gewendeter schwarzer Einhornrumpf, hinten fünf, zwei zu eins zu zwei gestellte, fünfstrahlige goldene Sterne.
Stadt Simbach a.Inn In Silber über blauen Wellen eine rote Brücke mit drei Bögen, darüber drei, zwei zu eins gestellte, rote heraldische Rosen mit goldenen Butzen und grünen Kelchblättern.
Gemeinde Stubenberg In Blau aus einem silbernen Flechtwerkszaun, der mit einem roten Ochsenkopf belegt ist, wachsend ein silberner Löwe.
Markt Tann In Rot auf grünem Dreiberg eine grüne Tanne, begleitet rechts von einer stehenden blauen, links von einer stehenden silbernen Raute.
Markt Triftern In Silber auf blauem Dreiberg stehend ein rot gekleideter barhäuptiger Mann, der ein goldenes Sieb mit beiden Händen hält.
Gemeinde Unterdietfurt In Blau ein goldener Schräglinksbalken, überdeckt von einem silbernen Wellenbalken, oben und unten je ein sechsstrahliger goldener Stern.
Gemeinde Wittibreut In Blau ein silbernes Philippuskreuz, überdeckt von zwei schräg gekreuzten silbernen Reuthauen.
Markt Wurmannsquick In Silber ein widersehender, feuerspeiender grüner Lindwurm.
Gemeinde Zeilarn In Blau ein senkrecht stehendes silbernes Schwert, beseitet von je einem goldenen Lilienstängel.

## Wappen ehemals selbständiger Gemeinden

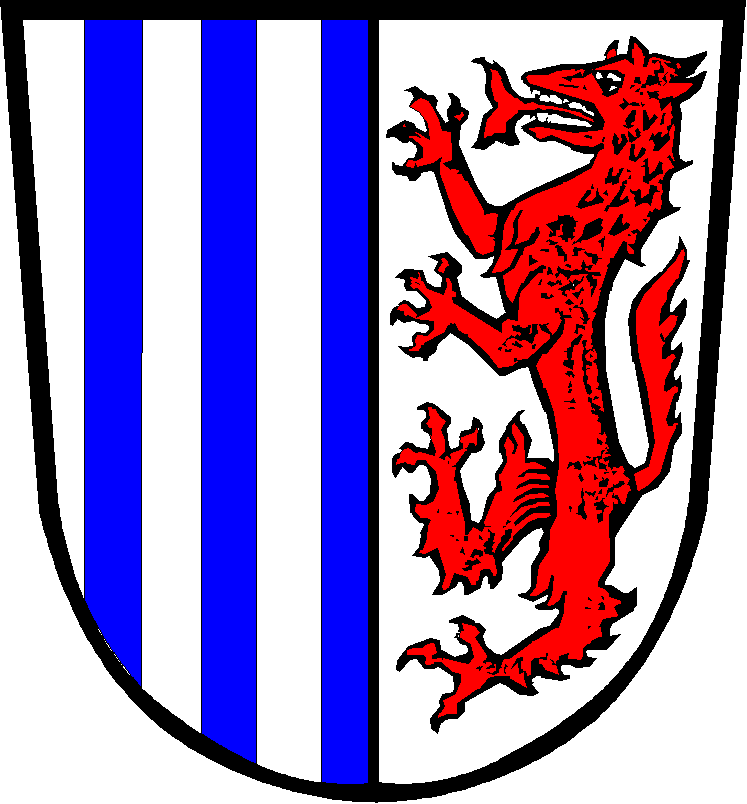
Gemeinde Reichenberg Gespalten; vorne fünfmal gespalten von Silber und Blau, hinten in Silber ein steigender roter Panther.
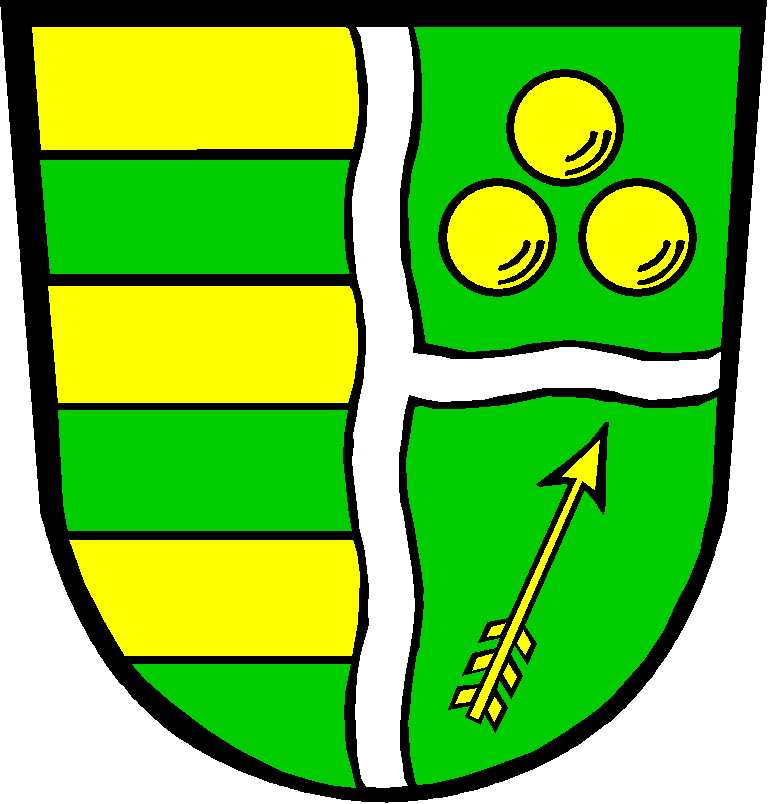
Gemeinde Untergrasensee Gespalten durch einen schmalen silbernen Wellenpfahl; vorne fünfmal geteilt von Gold und Grün, hinten in Grün eine silberne Wellenleiste; darüber drei, eins zu zwei gestellte goldene Kugeln, unten ein schräglinker goldener Pfeil.